# Passauer Kunst
Als Passauer Kunst bezeichnete man einen Aberglauben unter Soldaten ab dem  17. Jahrhundert, der angeblich vor Verletzungen durch Schüsse, Hiebe oder Stiche schützen sollte.
Die Passauer Kunst entspricht im Wesentlichen dem Festmachen, einem schon länger verbreiteten Glauben unter Soldaten, dass man sich durch bestimmte Zauber unverwundbar (fest) machen könne. Der Begriff der Passauer Kunst als Synonym oder Variante des Festmachens geht vermutlich auf den Passauer Scharfrichter Kaspar Neidhart aus Hersbruck (siehe auch Scharfrichterhaus Passau) zurück, der um 1611 Zettel mit geheimnisvollen Zeichen an die Soldaten des römisch-deutschen Kaisers Matthias verkauft haben soll, die vor der Stadt lagerten. Dies sollte dem Scharlatan zufolge den Soldaten gegen Schuss, Hieb und Stich festmachen. Nach verschiedenen Überlieferungen wurden die Zettel entweder gegessen oder in einem Säckchen eingenäht auf der Brust getragen. Die ältesten Überlieferungen davon datieren bis in die Jahre 1615 und 1631 zurück.
Eine andere Herleitung führt das Wort auf eine Verballhornung des jiddischen Wortes „Pessel“ zurück. Dies wird jedoch von anderen Autoren als unzutreffend abgelehnt.
Durch den darauf folgenden Erfolg in den Kämpfen mit seinem Bruder Rudolf II. um Böhmen, in denen Matthias’ Truppen nahezu verlustfrei blieben, wurde die Passauer Kunst berühmt. In den folgenden Jahren des Dreißigjährigen Krieges war sie unter Soldaten weit verbreitet.